# Woiwodschap Roethenië
Het woiwodschap Roethenië (Pools: Wojewódzstwo ruskie, Ruśke vojevodstvo; Latijn: Palatinatus russiae; Oekraïens: Руське воєводство) was tussen 1432 en 1772 een woiwodschap van Polen, grotendeels bestaande uit gebieden die in de 14e eeuw het veroverde koninkrijk Galicië-Wolynië vormden en die tegenwoordig deels in Oekraïne en deels in Polen liggen. In Polen liggen de gebieden verdeeld over de huidige woiwodschappen Lublin als Subkarpaten. 

## Geschiedenis
Onmiddellijk na de dood van de laatste Galicisch-Wolhynse vorst Boleslaw Joris II in 1340 (vergiftigd door Bojaren in Wolodymyr-Wolynskyj), werd Galicië -Wolynië veroverd door koning Casimir III de Grote van Polen. In eerste instantie zou Galicië-Wolynië door Bojaren geregeerd worden, maar in 1349 werd het aan de Poolse kroongebieden toegevoegd.
In 1432 ging Galicië-Wolynië het Poolse woiwodschap Roethenië vormen, bestaande uit het Lemberger Land, het Przemyśler Land, het Halitscher Land en het Sanoker Land. Later werd hier ook het gebied rondom Chełm aan toegevoegd.  

## Woiwoden
- Stanisław Chodecki de Chotcza, 1466–1474
- Jakub Buczacki –1501
- Stanisław Kmita, 1500–
- Jan Odrowąż, 1510–
- Jan Amor Tarnowski, (2 april 1527–1535)
- Stanisław Odrowąż, 1542–1545
- Piotr Firlej, 1545–1553
- Mikołaj Sieniawski, 1553–1569
- Hieronim Jarosz Sieniawski, 1576
- Jan Daniłowicz von Olesko, 1605
- Stanisław Lubomirski (1628-1638)
- Jakub Sobieski, 1641–
- Jeremi Wiśniowiecki, (1646–1651)
- Stefan Czarniecki –1664
- Stanisław Jan Jabłonowski, 1664–
- Jan Stanisław Jabłonowski, 1697–1731
- August Aleksander Czartoryski, (vanaf 1731)
- Stanisław Szczęsny Potocki, (vanaf 1782–1789)